# Roberto Carballés Baena
Roberto Carballés Baena (Tenerife, 23 de març de 1993) és un tennista professional espanyol.
El febrer de 2018 va escalar fins a la posició número 72 del rànquing ATP. En el seu palmarès hi ha un títol individual i un de dobles masculins en el circuit ATP.

## Palmarès

### Individual: 2 (2−0)
| Llegenda                          |
| --------------------------------- |
| Grand Slams (0−0)                 |
| ATP Finals (0−0)                  |
| ATP World Tour Masters 1000 (0−0) |
| ATP World Tour 500 (0−0)          |
| ATP World Tour 250 (2−0)          |

| Títols per superfície |
| --------------------- |
| Dura (0−0)            |
| Gespa (0−0)           |
| Terra batuda (2−0)    |

| Resultat  | Núm. | Data                 | Torneig            | Superfície   | Oponent              | Marcador         |
| --------- | ---- | -------------------- | ------------------ | ------------ | -------------------- | ---------------- |
| Guanyador | 1.   | 11 de febrer de 2018 | Quito, Equador     | Terra batuda | Albert Ramos Viñolas | 6−3, 4−6, 6−4    |
| Guanyador | 2.   | 9 d'abril de 2023    | Marràqueix, Marroc | Terra batuda | Alexandre Müller     | 4−6, 7−6(3), 6−2 |

### Dobles masculins: 1 (1−0)
| Llegenda                          |
| --------------------------------- |
| Grand Slams (0−0)                 |
| ATP Finals (0−0)                  |
| ATP World Tour Masters 1000 (0−0) |
| ATP World Tour 500 (0−0)          |
| ATP World Tour 250 (1−0)          |

| Títols per superfície |
| --------------------- |
| Dura (0−0)            |
| Gespa (0−0)           |
| Terra batuda (1−0)    |

| Resultat  | Núm. | Data              | Torneig        | Superfície   | Parella                     | Oponents                     | Marcador    |
| --------- | ---- | ----------------- | -------------- | ------------ | --------------------------- | ---------------------------- | ----------- |
| Guanyador | 1.   | 1 de març de 2020 | Santiago, Xile | Terra batuda | Alejandro Davidovich Fokina | Marcelo Arévalo Jonny O'Mara | 7−6(3), 6−1 |

## Trajectòria

### Individual
| Open d'Austràlia | A           | Q1          | A           | A   | Q2          | Q1          | 1R          | 1R          | 2R    | 1R | 1R | 1R | 0 / 6   | 1 − 6   |
| Roland Garros | A           | Q1          | Q3          | 1R  | Q1          | 1R          | 2R          | 3R          | 1R    | 2R | 2R |    | 0 / 7   | 5 − 7   |
| Wimbledon | A           | A           | Q1          | A   | Q1          | 1R          | 1R          | NC          | 1R    | 1R | 2R |    | 0 / 5   | 1 − 5   |
| US Open | A           | Q1          | A           | A   | A           | 2R          | 1R          | 2R          | 2R    | 2R | 2R |    | 0 / 6   | 5 − 6   |
| Jocs Olímpics | No celebrat | No celebrat | No celebrat | A   | No celebrat | No celebrat | No celebrat | No celebrat | 1R    | NC | NC |    | 0 / 1   | 0 − 1   |
| Total Victòries–Derrotes                                                                                                   | 0−1         | 3−3         | 1−2         | 6−7 | 3−2         | 14−17       | 19−20       | 6−8         | 11−16 |    |    |    | 63 − 81 | 63 − 81 |
| Rànquing a final d'any | 267         | 167         | 131         | 145 | 106         | 73          | 80          | 97          | 74    |    |    |    |         |         |
| Llegenda: G: Guanyador; F: Finalista; SF: Semifinalista; QF: Quarts de final; Q: Qualificació; A: Absent; RR: Round Robin; |             |             |             |     |             |             |             |             |       |    |    |    |         |         |